# David Currie
Pour les articles homonymes, voir Currie.
David Currie (né le 27 novembre 1962 à Stockton-on-Tees dans le comté de Durham) est un footballeur anglais, qui évoluait au poste d'attaquant.

## Biographie
David Currie joue principalement en faveur des clubs anglais de Middlesbrough et Barnsley.
Il dispute 13 matchs en Premier League anglaise, inscrivant deux buts.
Il termine meilleur buteur du Championship (D2 anglaise) lors de la saison 1987-1988.

## Palmarès
| Darlington - Championnat d'Angleterre D2 : - Meilleur buteur : 1987-88 (28 buts). |  | Sheffield United - Coupe de la Ligue anglaise (1) : - Vainqueur : 1989-90. |  | Oldham Athletic - Championnat d'Angleterre D2 (1) : - Champion : 1990-91. |

| Rotherham United - Championnat d'Angleterre D4 : - Vice-champion : 1991-92. |  | Huddersfield Town - Football League Trophy : - Finaliste : 1993-94. |